# Achille Tenaille de Vaulabelle
Achille Tenaille de Vaulabelle, né à Châtel-Censoir le 28 octobre 1799 et mort à Nice le 27 mars 1879, est un journaliste et homme politique français.

## Biographie
Issu d'une famille de notables de la Nièvre, il est de la même famille que Théodore Tenaille de Saligny. Après avoir été employé par le préfet de l’Yonne, Achille gagne Paris en 1818. Il fait reparaître Le Nain jaune en 1824 et participe à la fondation du journal Le Pour et le Contre, qui prend, après 1830, le titre de Révolution de 1830. Il s’oppose au nouveau gouvernement de manière modérée, collabore au Messager et au National en 1838.
Représentant de l’Yonne à l’Assemblée constituante en 1848, il est ministre de l'Instruction publique et des Cultes du 5 juillet au 13 octobre 1848. Pendant son mandat, il s’efforce de réorganiser le service des inspections et de donner plus d’importance à l’enseignement de l’histoire et des langues vivantes.
Éléonore Tenaille de Vaulabelle, écrivain et dramaturge, est le frère d'Achille.

## Œuvres
- 1815, Ligny-Waterloo, par A. de Vaulabelle,... : 40 gravures par J. Worms, d'après les documents authent, sans date,112p., Garnier frères, Paris
- 1815, Ligny-Waterloo, par A. de Vaulabelle,... : 40 gravures par J. Worms, d'après les documents authent, 1866, 112p., Perrotin, Paris
- Arrêté portant fixation des frais d'inspections, de tournées, de missions et de déplacement des memb, sans date, 4p., impr. de P. Dupont, Paris
- Arrêté relatif à une nouvelle organisation de l'enseignement des langues vivantes dans les lycées et, sans date, 4p., impr. de P. Dupont, Paris
- Assemblée nationale. Projet de décret relatif à un crédit de 22,500 fr. à affecter à la bibliothèque, 1849, Impr. de l'Assemblée nationale, Paris
- Assemblée nationale. Projet de décret relatif à un crédit extraordinaire de 182.770 fr., pour subven, 1849, Impr. de l'Assemblée nationale, Paris
- Assemblée nationale. Projet de décret relatif à un crédit supplémentaire à ouvrir en augmentation de, 1849, Impr. de l'Assemblée nationale, Paris
- Assemblée nationale. Projet de décret sur l'Ecole d'Administration, précédé de l'exposé des motifs, 1849, Impr. de l'Assemblée nationale, Paris
- Aux Électeurs... de l'Yonne. [Signé : Vaulabelle, Victor Guichard, Rathier, Édouard Charton, Rampont], sans date, imp. de L. Martinet, Paris
- Campagne et bataille de Waterloo, d'après de nouveaux renseignemens et des documens complètement iné, 1845, 219p., Perrotin, Paris
- École d'administration. [Modalités et date du concours d'admission pour l'année scolaire 1848-1849, 1848, 12p., impr. de P. Dupont, Paris
- Histoire des deux Restaurations, jusqu'à la chute de Charles X, en 1830, précédée d'un Précis historique, 1844-1854, 7vol., Perrotin (1re édition), Paris
- Histoire des deux Restaurations, jusqu'à la chute de Charles X, en 1830, précédée d'un Précis historique, 1847, 7vol., Perrotin (2de édition), Paris
- Histoire des deux Restaurations jusqu'à l'avènement de Louis-Philippe, de janvier 1813 à octobre 1830, 1855-1856, 8vol., Perrotin (3e édition), Paris
- Histoire des deux Restaurations jusqu'à l'avènement de Louis-Philippe, de janvier 1813 à octobre 1830, 1857, 8vol., Perrotin (4e édition), Paris
- Histoire des deux Restaurations jusqu'à l'avènement de Louis-Philippe, de janvier 1813 à octobre 1830, 1860, 8vol., Perrotin (5e édition), Paris
- Histoire des deux Restaurations jusqu'à l'avènement de Louis-Philippe, de janvier 1813 à octobre 1830, 1864, 8vol., Perrotin (6e édition), Paris
- Histoire des deux Restaurations jusqu'à l'avènement de Louis-Philippe, de janvier 1813 à octobre 1830, 1868, 8vol., Garnier frères (7e édition), Paris
- Histoire des deux Restaurations jusqu'à l'avènement de Louis-Philippe, de janvier 1813 à octobre 1830, 1869, 8vol., Garnier frères (7e édition), Paris
- Histoire des deux Restaurations jusqu'à l'avènement de Louis-Philippe, de janvier 1813 à octobre 1830, 1874, 8vol., Garnier frères (7e édition), Paris
- Histoire des deux Restaurations jusqu'à l'avènement de Louis-Philippe, de janvier 1813 à octobre 1830, 1874, 10vol., Garnier frères (7e édition), Paris
- Histoire scientifique et militaire de l’expédition française en Égypte, précédée d’une introduction présentant un tableau de l’Égypte ancienne et moderne, dédié au roi, avec Louis Reybaud, 10 vol., Paris, 1836
- Le retour de l'île d'Elbe, 1873, 93p., Lachaud et Burdin, Paris
- Nouveau système de haras, présenté par les éditeurs du Journal des haras, à M. le Ministre de l'Int, 1830, 22p., impr. de Decourchant, Paris